# Ciocănitoare verde cubaneză
Ciocănitoarea verde cubaneză (Xiphidiopicus percussus) este o specie de ciocănitoare din familia Picidae, cunoscută local în spaniola cubaneză drept carpintero verde (literal „ciocănitoarea verde”). Este singura specie din genul Xiphidiopicus, și este una dintre cele două ciocănitori endemice din Cuba.

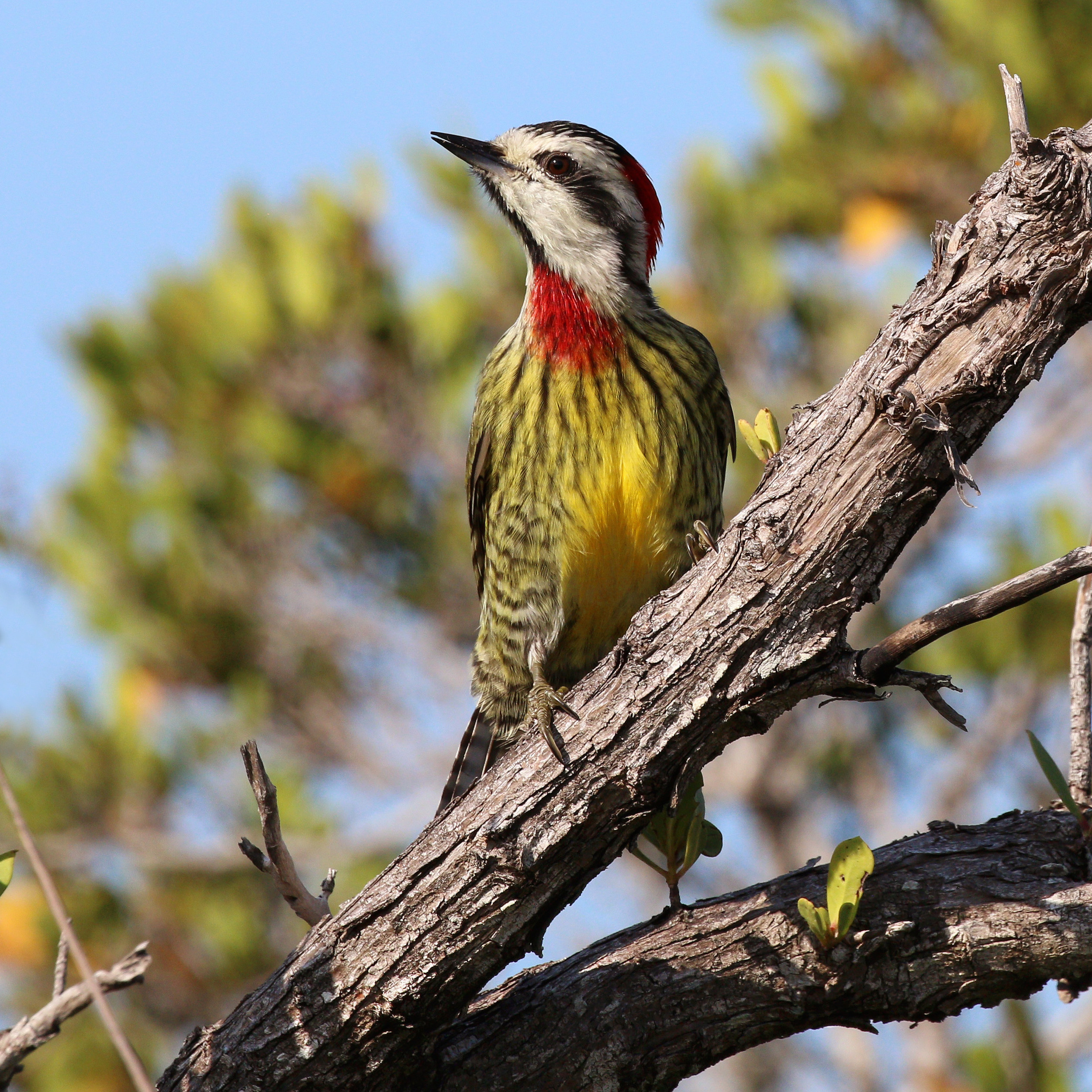
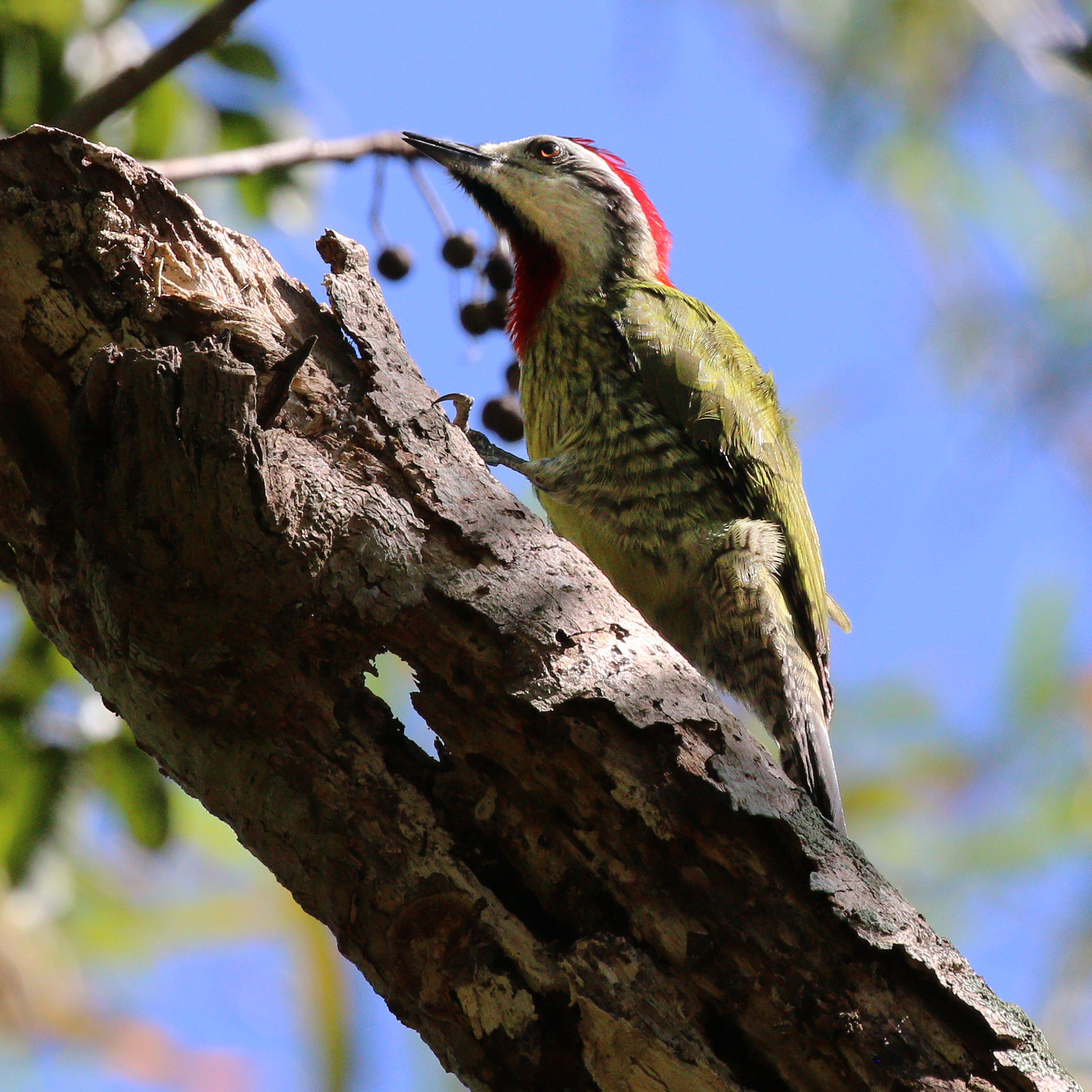
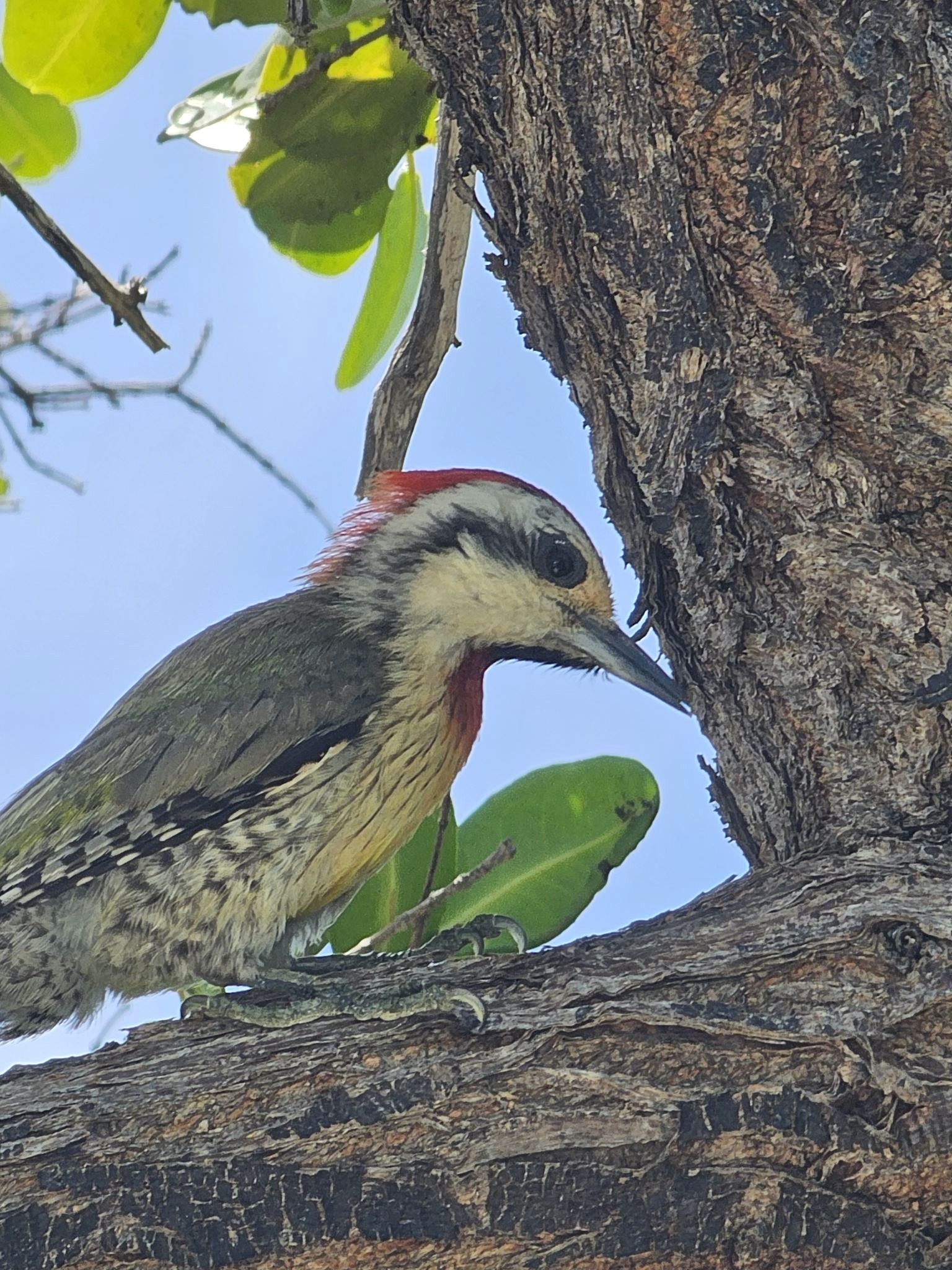